# Fatiha Chohra
Fatiha Nesrine Chohra, née le 11 septembre 2000, est une gymnaste aérobic algérienne.

## Carrière
Fatiha Chohra est médaillée d'or par équipes et en trio mixte ainsi que médaillée d'argent en individuel dames aux Championnats d'Afrique de gymnastique aérobic 2018 à Brazzaville.